# 4860 Gubbio
4860 Gubbio è un asteroide della fascia principale. Scoperto nel 1987, presenta un'orbita caratterizzata da un semiasse maggiore pari a 2,6318025 au e da un'eccentricità di 0,1455580, inclinata di 14,52255° rispetto all'eclittica.
L'asteroide è dedicato all'omonima località italiana.